# Lars Johan Larsson
Lars Johan Larsson (i riksdagen kallad Larsson i Tranhult), född 29 januari 1833 i Femsjö socken i Jönköpings län, död där 24 juli 1890, var en svensk lantbrukare och politiker.
Han var ägare till hemmanet Stora Tranhult i Femsjö socken i Småland. Larsson var ledamot av riksdagens andra kammare 1876–1884, invald i Västbo härads valkrets i Jönköpings län. Han tillhörde Lantmannapartiet.